# South Derbyshire
South Derbyshire ist ein District in der Grafschaft Derbyshire in England. Verwaltungssitz ist die Stadt Swadlincote; weitere bedeutende Orte sind Aston-on-Trent und Melbourne.
Der Bezirk wurde am 1. April 1974 gebildet und entstand aus der Fusion des Urban District Swadlincote, des Rural District Repton und eines Teils des Rural District South East Derbyshire.
Koordinaten: 52° 50′ N, 1° 34′ W